# شرابة الحرير طويلة الأوراق
شرابة الحرير طويلة الأوراق (الاسم العلمي:Garrya longifolia) هي نوع من النباتات يتبع جنس شرابة الحرير من فصيلة شرابات الحرير.